# Oskari Muhonen
Oskari Muhonen (Espoo, 8 de abril de 1997) es un deportista finlandés que compite en vela en la clase Finn. Ganó dos medallas en el Campeonato Mundial de Finn, en los años 2022 y 2024.

## Palmarés internacional
| \| Campeonato Mundial \| Campeonato Mundial \| Campeonato Mundial \| Campeonato Mundial \| \| Año \| Lugar \| Medalla \| Clase \| \| ------------------ \| ------------------ \| ------------------ \| ------------------ \| \| 2022 \| Malcesine (Italia) \| Medalla de plata \| Finn \| \| 2024 \| Aarhus (Dinamarca) \| Medalla de oro \| Finn \| |                    |                  |       |
| Campeonato Mundial |                    |                  |       |
| Año | Lugar              | Medalla          | Clase |
| 2022 | Malcesine (Italia) | Medalla de plata | Finn  |
| 2024 | Aarhus (Dinamarca) | Medalla de oro   | Finn  |